# گئو وست
گئو وست (دانمارکی: Georg Vest; ۱۸ ژوئیهٔ ۱۸۹۶ – ۶ دسامبر ۱۹۷۷) ژیمناست هنری اهل دانمارک بود.